# Мина (Амадора)
Мина (порт. Mina) — район (фрегезия) в Португалии, входит в округ Лиссабон. Является составной частью муниципалитета Амадора. Находится в составе крупной городской агломерации Большой Лиссабон. По старому административному делению входил в провинцию Эштремадура. Входит в экономико-статистический субрегион Большой Лиссабон, который входит в Лиссабонский регион. Население составляет 18 915 человек на 2001 год. Занимает площадь 2,76 км².
Покровителем района считается Дева Мария (порт. Maria).